# Sotillos de Sabero
Sotillos de Sabero, es una población perteneciente al municipio de Sabero en la provincia de León, en Castilla y León, España. Dista a 5 kilómetros del núcleo principal. Se encuentra situada en el valle del Sabero, en el Alto Esla. Tiene una altitud de 1200 m s. n. m. El origen de su nombre proviene de los sotos donde se encontraba hasta que fueron excavados para crear las minas de carbón. La primera vez que se menciona la localidad es en 1188. Fue lugar de realengo desde mediados del siglo XVI.
Tiene una parroquia que tiene dos naves, algo poco habitual, construida en 1597. Está dedicada a San Esteban. En su interior alberga un retablo barroco de gran valor artístico. Según el INE de 2016 vivían en Sotillos 51 personas, de las cuales 22 eran mujeres y 29 varones.